# NGC 4047
NGC 4047 este o galaxie spirală situată în constelația Ursa Mare. A fost descoperită în 9 februarie 1788 de către William Herschel.